# 杏仁豆腐 (イラストレーター)
杏仁豆腐（あんにんどうふ）は、日本のイラストレーター。女性。徳島県出身。以前の名義は「オイコ」。
多摩美術大学卒。主に『アイドルマスターシリーズ』関連のイラストを描いている。
キャラクターデザインは、『アイドルマスターシンデレラガールズ』を手がけている。
ペンネームの由来は飼っていた白いハムスターの名前からとのこと。黒いハムスターも飼っていたが、ペンネームを決定する前に他界したらしい。名前は「羊羹」だったとのこと。
2021年4月5日に、一児の母親になったことがTwitterで報告された。

## 作品リスト

### THE IDOLM@STER 関連
- THE IDOLM@STER MASTER ARTIST 01〜10、FINALE
- THE IDOLM@STER Chiristmas for you!
- THE IDOLM@STER MASTER LIVE 00〜04、ENCORE
- THE IDOLM@STER Vacation for you!
- THE IDOLM@STER MASTER SPECIAL 01-06,WINTER,SPRING
- THE IDOLM@STER DREAM SYMPHONY 01-03
- THE IDOLM@STER MASTER ARTIST 2 Prologue、First Season 01〜09、Second Season 01〜04
- THE IDOLM@STER 765PRO ALLSTARS+ GRE@TEST BEST! -SWEET&SMILE!-

いずれもCDジャケットイラスト。
- THE IDOLM@STER プラチナアルバム/ピンナップ（オイコ名義）
- 小説版THE IDOLM@STER/挿絵・ピンナップ・表紙（オイコ名義）
- アイドルマスター コンセプトコミック オフ/ピンナップ（オイコ名義）
- THE IDOLM@STER MASTER BOX V/イラストについてのコメント
- 週刊アイドルマスターvol1〜4/ピンナップ
- THE IDOLM@STER MASTER BOOK/ピンナップ
- THE IDOLM@STER SP/DLC用衣装デザイン・公募デザインの選定とリファイン
- ぷちます! -PETIT IDOLM@STER-/第1巻 帯イラスト、コメント
- ヴァイスシュヴァルツ/アイドルマスター カードイラスト
- テレビアニメ THE IDOLM@STER/第12話エンディング 絵コンテ
- アイドルマスター シンデレラガールズ/キャラクターデザイン

### 画集
- 杏仁豆腐 イラストワークス ブリリアントアイドル（アイドルマスター関係のイラスト集） ISBN 978-4758011853 2010年7月6日発売

### その他
- アルケ祭2008／ひぐらしのなく頃にメインビジュアルポスター
- アルモニ デザインワークス
- コードギアス 反逆のルルーシュ「ヒロインズ・トリビュート」
- Angel Beats! コラボレーションイラスト（第15回）
- Dance×Mixer ゲーマガコラボユニット「me to me」キャラクターデザイン、CDジャケットイラスト、ブックレット表紙絵
- 俺の妹がこんなに可愛いわけがない アニメ第13話エンディングイラスト、ドラマCD着せ替えジャケットイラスト
- ギルティクラウン 第18話エンドカードイラスト
- カードファイト!!ヴァンガード カードイラスト
- キャラ☆メル Febri 表紙イラスト
- グッドスマイルレーシング レーシングミク 2019年Ver.[6]
- サカサマのパテマ コスチュームデザイン